# All Things Must Pass
All Things Must Pass je třetí sólové studiové album George Harrisona, první po rozpadu skupiny The Beatles. Jde o trojalbum vydané v listopadu 1970 u vydavatelství Apple Records. Album produkovali Harrison a Phil Spector. Na oslavu padesátého výročí alba, vyšla 6. srpna 2021 remastrovaná deluxe verze s nikdy neslyšenými nahrávkami a outtakes.

## Seznam skladeb
Autorem všech skladeb je George Harrison, pokud není uvedeno jinak.
| Pořadí         | Název                                     | Autor                               | Délka  |
| -------------- | ----------------------------------------- | ----------------------------------- | ------ |
| 1.             | I'd Have You Anytime                      | Harrison, Bob Dylan                 | 2:56   |
| 2.             | My Sweet Lord                             |                                     | 4:38   |
| 3.             | Wah-Wah                                   |                                     | 5:35   |
| 4.             | Isn't It a Pity (Version One)             |                                     | 7:10   |
| 5.             | What Is Life                              |                                     | 4:22   |
| 6.             | If Not for You                            | Dylan                               | 3:29   |
| 7.             | Behind That Locked Door                   |                                     | 3:05   |
| 8.             | Let It Down                               |                                     | 4:57   |
| 9.             | Run of the Mill                           |                                     | 2:49   |
| 10.            | Beware of Darkness                        |                                     | 3:48   |
| 11.            | Apple Scruffs                             |                                     | 3:04   |
| 12.            | Ballad of Sir Frankie Crisp (Let It Roll) |                                     | 3:48   |
| 13.            | Awaiting on You All                       |                                     | 2:45   |
| 14.            | All Things Must Pass                      |                                     | 3:44   |
| 15.            | I Dig Love                                |                                     | 4:55   |
| 16.            | Art of Dying                              |                                     | 3:37   |
| 17.            | Isn't It a Pity (Version Two)             |                                     | 4:45   |
| 18.            | Hear Me Lord                              |                                     | 5:46   |
| 19.            | Out of the Blue                           |                                     | 11:14  |
| 20.            | It's Johnny's Birthday                    | Harrison, Bill Martin, Phil Coulter | 0:49   |
| 21.            | Plug Me In                                |                                     | 3:18   |
| 22.            | I Remember Jeep                           |                                     | 8:07   |
| 23.            | Thanks for the Pepperoni                  |                                     | 5:31   |
| Celková délka: | Celková délka:                            | Celková délka:                      | 105:59 |

## Obsazení
- George Harrison – zpěv, akustická kytara, elektrická kytara, dobro, harmonika, Moog syntezátor, doprovodný zpěv
- Eric Clapton – elektrická kytara, akustická kytara, doprovodný zpěv
- Gary Wright – piano, varhany, elektrické piano
- Bobby Whitlock – piano, varhany, doprovodný zpěv
- Klaus Voormann – baskytara, elektrická kytara
- Carl Radle – baskytara
- Jim Gordon – bicí
- Ringo Starr – bicí, perkuse
- Billy Preston – varhany, piano
- Alan White – bicí, vibrafon
- Jim Price – trubka, pozoun
- Bobby Keys – saxofon
- Pete Drake – pedálová steel kytara
- Dave Mason – elektrická kytara, akustická kytara
- Pete Ham – akustická kytara
- Tom Evans – akustická kytara
- Joey Molland – akustická kytara
- Mike Gibbins – perkuse
- John Barham – harmonium, vibrafon
- Tony Ashton – piano
- Gary Brooker – piano
- Mal Evans – perkuse, doprovodný zpěv
- Phil Collins – perkuse
- Ginger Baker – bicí
- Eddie Klein – doprovodný zpěv